# Münchberger Hochfläche
Die Münchberger Hochfläche ist eine flachwellige Hochebene im Nordosten Bayerns. Zentral auf der Hochfläche liegt Münchberg, die namensgebende Ortschaft.

## Geographie

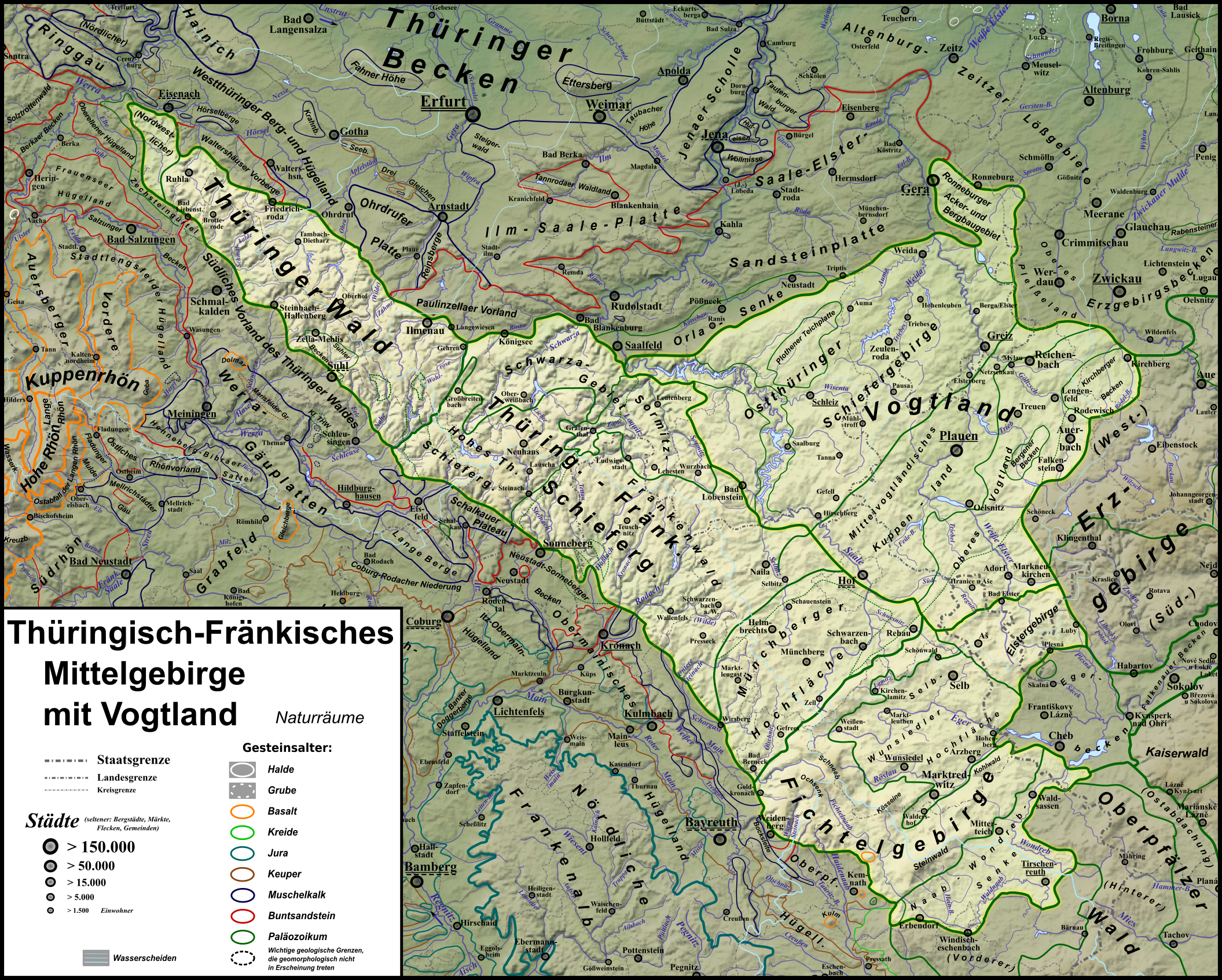
Die Münchberger Hochfläche innerhalb des „Thüringisch-Frankisch-Vogtländischen Mittelgebirges“.

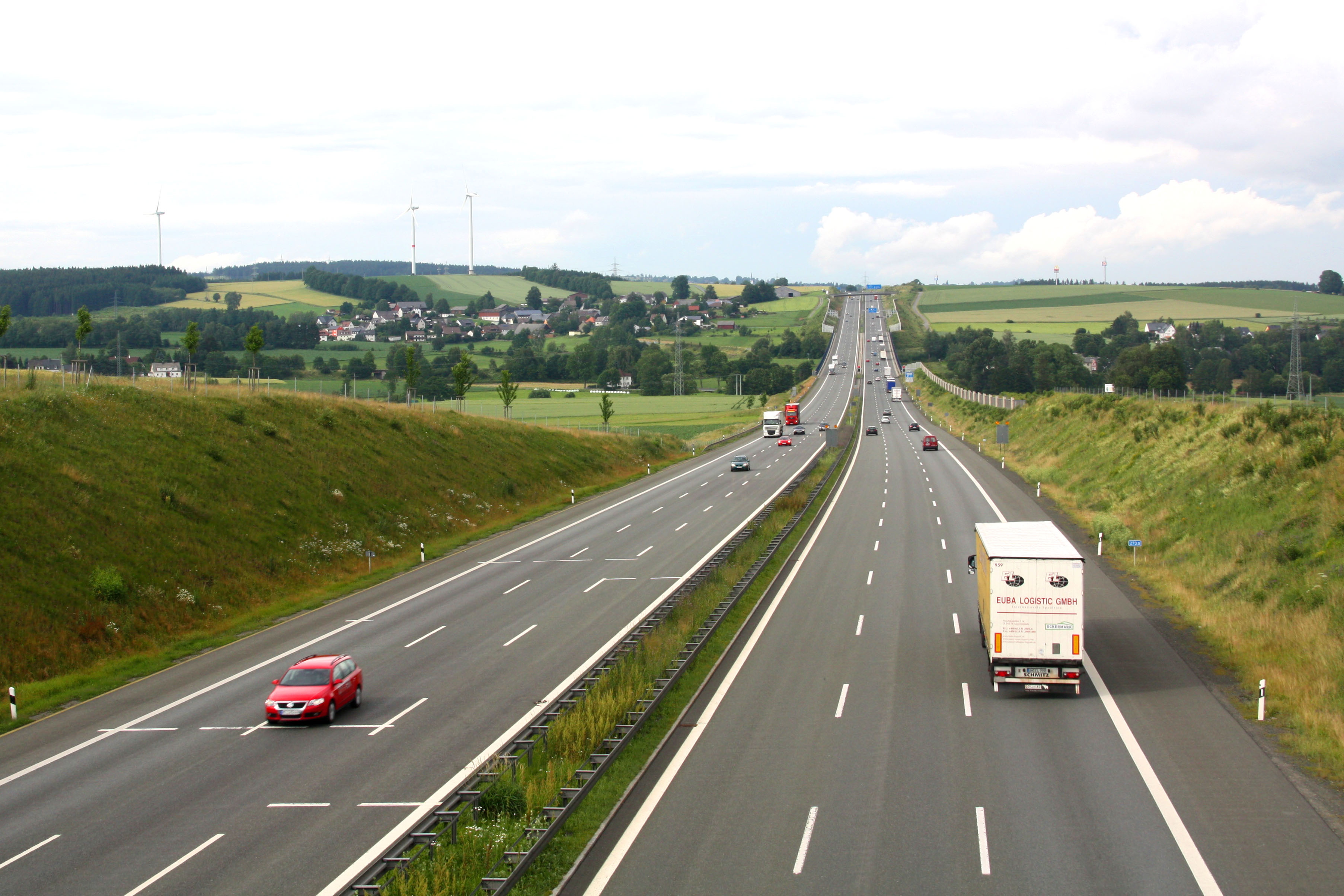
Blick über die Münchberger Hochfläche von einer Brücke über die A 9 westlich von Münchberg. Blickrichtung ist Norden.

### Allgemeines
Die Münchberger Hochfläche liegt zwischen Frankenwald im Nordwesten und Fichtelgebirge im Südosten sowie dem Vogtland im Nordosten und dem Obermainischen Hügelland im Südwesten. Ihre Längsausdehnung (Nordost-Südwest) beträgt etwa 35, ihre Querausdehnung (Nordwest-Südost) etwa 15 Kilometer. Die mittlere Höhe ist etwa 600 m ü. NN. In der naturräumlichen Gliederung Deutschlands wird die Münchberger Hochfläche als Haupteinheit 393 in der Haupteinheitengruppe 39 (Thüringisch-Fränkisches Mittelgebirge) geführt. Seit September 2010 existiert ein Neuentwurf der Naturräume Nordostbayerns.
Der Name „Münchberger Hochfläche“ ist keine traditionelle Bezeichnung und der nordwestliche Teil dieser Landschaft wird landläufig oft dem Frankenwald, ihr südöstlicher Teil dem Fichtelgebirge zugerechnet (siehe auch Ortsnamen).

### Relief
Das Landschaftsbild wird von niedrigen Kuppen mit einer Höhe von 400 bis 700 m ü. NN bestimmt, zwischen denen sich weite und flache Mulden ausbreiten. Der Höhenunterschied zwischen Kuppen und Senken beträgt 70 bis 130 Meter.

#### Berge
Einige der höchsten Punkte bzw. markantesten Erhebungen auf der Münchberger Hochfläche tragen die folgenden Bezeichnungen, sortiert nach der Höhe in Metern (m) über Normalnull (NN):
| Berg         | Höhe (m) | Lage                                                     |
| ------------ | -------- | -------------------------------------------------------- |
| Kriegswald   | 728      | ca. 500 m südwestlich von Ort bei Helmbrechts ⊙          |
| Hohberg      | 708      | Auf dem Kamm, ca. 1,5 km südwestlich von Wüstenselbitz ⊙ |
| Haidberg     | 692      | ca. 1,0 km südwestlich von Zell ⊙                        |
| Stadelberg   | 688      | am Westrand von Helmbrechts ⊙                            |
| Ahornberg    | 672      | unmittelbar westlich der gleichnamigen Ortschaft ⊙       |
| Weißenstein  | 668      | ca. 1,5 km südlich von Stammbach ⊙                       |
| Karlberg     | 664      | ca. 1,0 km nordöstlich von Förstenreuth ⊙                |
| Kotterberg   | 632      | ca. 1,0 km südlich von Schödlas ⊙                        |
| Rauschenberg | 627      | ca. 1,0 km nördlich von Güntersdorf bei Helmbrechts ⊙    |
| Hammerberg   | 593      | ca. 500 m südlich von Markersreuth ⊙                     |

### Klima
| Mittlere Jahrestemperatur             | +5 bis +6 °C |
| Vegetationszeitraum                   | <200 Tage    |
| Mittlere Jährliche Niederschlagsmenge | 8 00–1000 mm |

### Ortschaften
- Bad Berneck im Fichtelgebirge[4]
- Gefrees
- Helmbrechts
- Konradsreuth
- Marktschorgast
- Münchberg
- Oberkotzau
- Rehau
- Schauenstein
- Schwarzenbach a. d. Saale
- Stammbach
- Zell im Fichtelgebirge[4]

### Vegetation
Die Münchberger Hochfläche ist generell stark durch menschliche Bewirtschaftung geprägt, was sich vorwiegend in weitgehender Entwaldung äußert. Nur noch auf den Kuppen und Höhenzügen befinden sich Waldreste, die von Fichtenmonokulturen dominiert werden. Laubwaldreste sind nur in steilen Hanglagen vertreten. Naturnahe Schlucht-, Au- und Bruchwälder nehmen nur einen sehr kleinen Teil des Areals ein.
Unter den nur sehr sporadisch vorkommenden Trockenstandorten sind in geobotanischer Hinsicht besonders die einzelnen Serpentinitvorkommen mit ihren speziellen, von zahlreichen endemischen Arten geprägten Pflanzengesellschaften hervorzuheben.

## Geologie

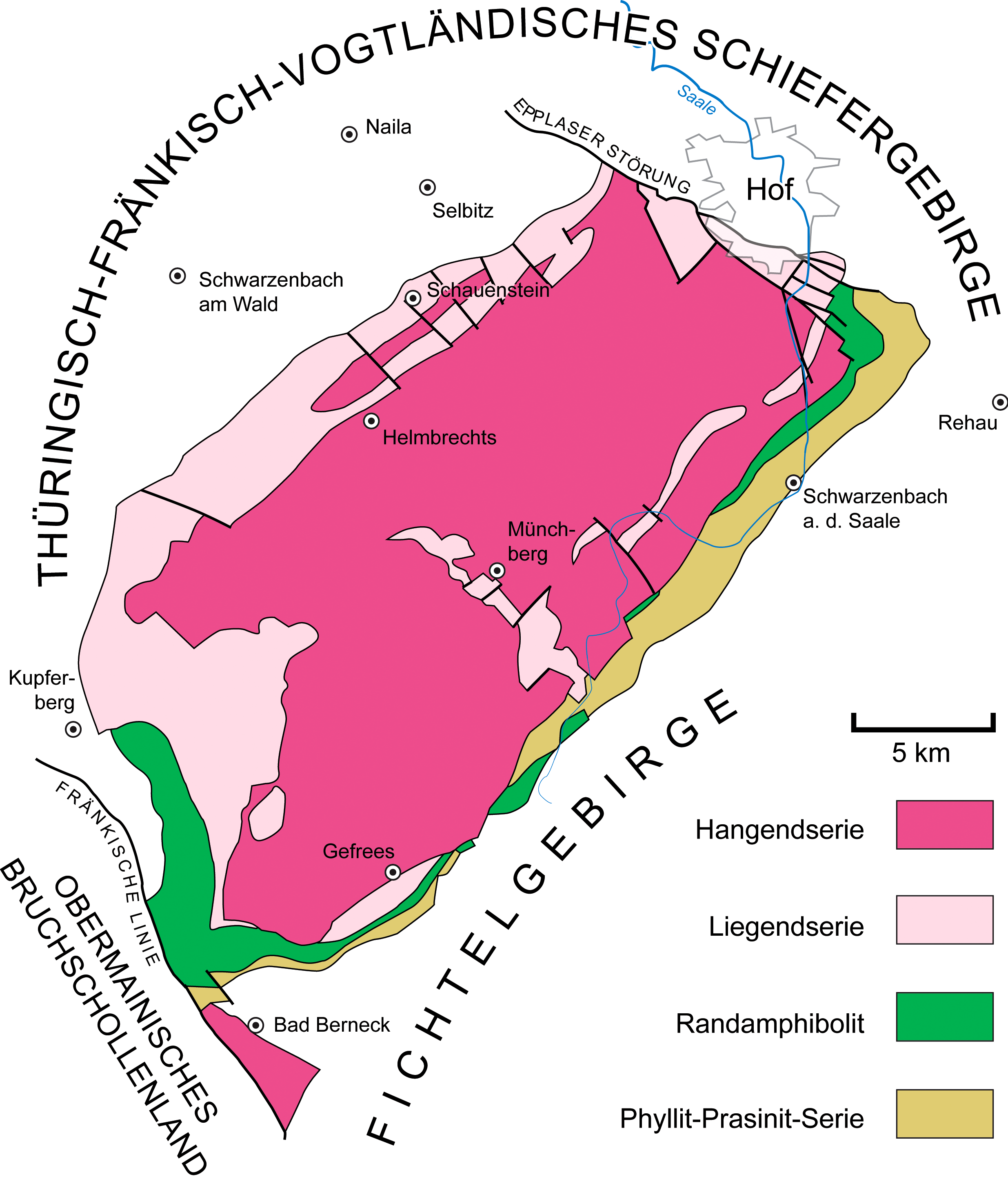
Vereinfachte Geologische Karte des Münchberger Massivs.

### Allgemeines
Die naturräumliche Einheit Münchberger Hochfläche entspricht regionalgeologisch im Wesentlichen der Münchberger Masse (auch Münchberger Gneismasse oder Münchberger Gneisplatte). Letztgenannte bildet ein strukturell deutlich vom umgebenden Gebirge abgegrenztes Vorkommen von Gneisen und anderen metamorphen Gesteinen. Je nach Entstehungsmodell (allochthon oder parautochthon, siehe unten) wird sie entweder der Saxothuringischen Zone oder dem Bohemikum der Moldanubischen Zone des mitteleuropäischen Varistikums zugerechnet.
Die Münchberger Masse ist von nahezu allen Seiten von den faktisch unmetamorphen, aber variszisch gefalteten, paläozoischen, marinen Sedimenten und Diabasen des Thüringisch-Fränkisch-Vogtländischen Schiefergebirges umgeben. Nur im Südosten grenzt sie an einen schmalen Streifen von Phylliten, die zum Saum der sich südöstlich unmittelbar anschließenden Granite des Fichtelgebirges gehören. An ihrer Südwestspitze steht die Münchberger Masse über die von Nordwest nach Südost streichende Fränkische Linie mit ungefalteten triassischen Sedimentgesteinen des Obermainischen Bruchschollenlandes in Kontakt.
Die Längsachse der Münchberger Masse streicht von Südwesten nach Nordosten und verläuft in etwa parallel zu den Achsen der Sattel- und Muldenstrukturen des benachbarten Schiefergebirges.

### Tektonischer Bau
Die Münchberger Masse besteht aus vier übereinander liegenden metamorphen Einheiten, die von der höchsten zur tiefsten als
- Hangend-Serie,
- Liegend-Serie
- Randamphibolit-Serie und
- Phyllit-Prasinit-Serie

bezeichnet werden. Hierbei ist die tektonostratigraphisch höchste Einheit – die Hangendserie – die Einheit mit den höchstgradig metamorphen Gesteinen und die tektonostratigraphisch tiefste Einheit – die Phyllit-Prasinit-Serie – die Einheit mit den niedrigstgradig metamorphen Gesteinen. Man spricht daher auch von einer „inversen Zonierung“. Der gesamte Stapel lagert wiederum auf den un- oder schwachmetamorphen Einheiten der sogenannten „Bayerischen Fazies“ des Thüringisch-Fränkisch-Vogtländischen Schiefergebirges.
Die Hangend-Serie zeigt sehr verschiedenartige Lithologien: Hornblendebändergneise, Amphibolite und Paragneise, in die Kalksilikatfels und Marmore eingeschaltet sind. An ihrer Basis treten Serpentinit-, Eklogit- und Eklogit-Amphibolit-Körper auf, die in der Größe zwischen einigen Dutzend Metern und mehreren Kilometern Durchmesser schwanken. Mit den Eklogiten ist die Hangend-Serie die einzige tektonische Einheit der Münchberger Masse, die hochdruckmetamorphes Gestein aufweist. Die entsprechende Metamorphose fand vor etwa 390 Millionen Jahren statt. Die magmatischen Protolithe der Eklogite sind vermutlich im späten Kambrium oder frühen Ordovizium entstanden.
Die Liegend-Serie ist relativ eintönig aufgebaut. Sie besteht aus Paragneisen, in die Linsen aus Orthogneisen und Metagabbros eingeschaltet sind. Die Intrusion der Protolithe der Orthogneise und Metagabbros in die Protolithe der Paragneise erfolgte an der Wende Kambrium-Ordovizium. Die Metamorphose war überwiegend amphibolitfaziell und fand vor etwa 380 Millionen Jahren statt.
Die Randamphibolit-Serie verdankt ihren Namen dem Umstand, dass sie fast ausschließlich aus Amphiboliten aufgebaut ist und nur an den Rändern der Münchberger Masse ausbeißt. Die Amphibolite sind sowohl massig als auch gebändert oder schiefrig ausgebildet, teilweise auch retrograd grünschieferfaziell überprägt. Besonders charakteristisch ist die starke Mylonitisierung des Gesteins an den tektonischen Kontakten zur auf- bzw. unterlagernden Einheit. Das Metamorphosealter beträgt zwischen 400 und 380 Millionen Jahre.
Die Phyllit-Prasinit-Serie ist eine unter grünschieferfaziellen Bedingungen metamorphosierte Wechsellagerung basischer bis intermediärer Laven und Pyroklastika mit siltigen Tonsteinen. Die Phyllite sind mittels Mikrofossilien, in diesem Fall Acritarchen, auf spätes Proterozoikum (unteres Vendium) datiert. Das Metamorphosealter der Phyllite beträgt mindestens 370 Millionen Jahre. Am Übergang zur Randamphibolit-Serie treten zahlreiche Serpentinitkörper auf, die teilweise vertalkt sind.

### Entstehung
Zur Entstehung der Münchberger Masse existieren im Wesentlichen zwei Hypothesen. Die eine besagt, dass es sich, vereinfacht ausgedrückt, um eine mehr oder weniger direkt aus dem Untergrund herausgepresste Scholle handelt. Die andere und mittlerweile allgemein akzeptiertere Hypothese interpretiert die Münchberger Masse als Erosionsrest (Tektonische Klippe) einer Deckenüberschiebung, deren einzelne Einheiten erst im Laufe der höheren Paläozoikums (vermutlich im mittleren oder oberen Devon, entsprechend dem Metamorphosealter) miteinander in Kontakt kamen und schließlich alle zusammen aus größerer Entfernung an ihre heutige Position transportiert wurden. So kamen Liegend- und Hangendserie erst ab etwa vor 385 Millionen Jahren miteinander in Kontakt und kühlten zusammen ab etwa vor 380 Millionen Jahren ab. Auch die in unmittelbarer Umgebung der Münchberger Masse ausbeißenden und die metamorphen Einheiten unterlagernden Gesteine der „Bayerischen Fazies“ werden als Decke interpretiert. Beides zusammen wird daher auch als „Münchberger Deckenstapel“ bezeichnet. In der letzten Phase der Überschiebungstektonik im frühen Unterkarbon, als Münchberger Masse und „Bayerische Fazies“ bereits miteinander in Kontakt waren, erfolgte ein nordwestgerichteter Transport in sehr geringer Tiefe bei spröder Deformation entlang der Überschiebungsbahnen.
Im Zuge der tertiären Tektonik infolge der Fernwirkung der Alpenentstehung wurde das Thüringisch-Fränkisch-Vogtländische Schiefergebirge und mit ihm der Münchberger Deckenstapel an der Fränkischen Linie herausgehoben und es bildete sich durch Erosion der heutige Zustand heraus.
Grundlegende geochemisch-petrographische Arbeiten zur Münchberger Gneismasse und insbesondere ihren Ultramafititen führte der deutsche Mineraloge Franz Rost bereits 1949 durch.

### Magnetische Anomalien
Die Serpentinite der Prasinit-Phyllit-Zone des Südostrandes der Münchberger Masse verursachen aufgrund ihres relativ hohen Gehaltes an ferrimagnetischen Mineralen (vor allem Magnetit) eine deutlich messbare positive magnetische Anomalie. Die heute messbare Magnetisierung fand entweder während der Metamorphose mit Bildung des Magnetits (sogenannte chemische Remanenz) oder später infolge von Granit-Intrusionen unterhalb der Serpentinite (thermische Remanenz) statt. Ein besonders hoher Magnetisierungsgrad der Serpentinite tritt in natürlichen Aufschlüssen auf Kuppen oder bei freistehenden Felsen auf. Diese Magnetisierung ist geologisch sehr jung, wird immer wieder erneuert und hat ihre Ursache in Blitzschlägen. Sie reicht jedoch nur maximal fünf Meter in das Gestein hinein.
Bereits der berühmte Naturforscher Alexander von Humboldt berichtete seinerzeit über den Magnetismus der Serpentinitfelsen am Südostrand der Münchberger Masse.

### Schwereanomalie
Im Bereich der Münchberger Gneismasse sowie im angrenzenden Teil des Frankenwaldes erstreckt sich eine relativ schwache, positive Schwereanomalie (ca. −10 bis +10 mGal), die erstmals im Zuge von Messungen durch das Niedersächsische Landesamt für Bodenforschung in den frühen 1980er Jahren nachgewiesen wurde. Da die dichtesten Gesteine der Region (u. a. die hochgradig metamorphen Gesteine der Hangendserie der Münchberger Masse; siehe oben) in einem zu geringem Umfang vorkommen, um diese Anomalie erzeugen zu können, wird von einem großen Gesteinskörper erhöhter Dichte (2,85 g/cm³) im tieferen Untergrund (ca. 2500 bis 7000 m) ausgegangen, der seinerzeit (1982) als  cadomisches Grundgebirge („aufgeschupptes Assyntikum“) gedeutet wurde.

## Naturschutz
In der Nordhälfte der Landschaft sind einzelne kleinere Bereiche als Flächen für Wiesenbrüter ausgewiesen. Auch die Trockenstandorte auf Serpentinit haben naturschutzfachliche Relevanz.

## Wirtschaft und Verkehr
Im Nordteil der Landschaft werden auf intensiv genutzten Ackerflächen Getreide und Mais angebaut. Grünlandwirtschaft und Viehzucht sind die wesentlichen landwirtschaftlichen Nutzungen im Gebiet um Münchberg. Darüber hinaus findet man einzelne Steinbrüche. Die oben genannten Fichtenmonokulturen werden überwiegend forstlich genutzt.
Als niedrigster Übergang über das Thüringisch-Fränkische Mittelgebirge mit Passhöhen um 600 m hat die Region eine große Bedeutung für den Verkehr zwischen Bayern und Nordostdeutschland. Schon 1848 entstand hier eine erste Eisenbahnverbindung zwischen Berlin und München. Neben der Bundesstraße 2 quert seit 1936 auch die Bundesautobahn 9 in diesem Bereich die Wasserscheide zwischen Elbe im Nordosten und Rhein im Südwesten.

## Hydrographie
In den Muldenlagen sind Vermoorungen, Feuchtgebiete und Teiche aneinandergereiht. Die vorhandenen Stillgewässer werden intensiv genutzt.

## Zukünftige Landschaftsgestaltung
Eine naturnahe Bewaldung aus Buche, Eichen, Kiefern und Tannen soll in die Fichtenforste eingebracht werden. Die Teichwirtschaft soll extensiviert und die Wiesenbrütergebiete erhalten und optimiert werden.
Die Trockenstandorte auf den Serpentinitvorkommen sollen gefördert und entwickelt sowie die Steinbrüche als Sukzessionsräume gesichert werden.